# Saison 3 de RuPaul's Drag Race All Stars
La troisième saison de RuPaul's Drag Race All Stars est diffusée pour la première fois du 25 janvier 2018 au 15 mars 2018 sur VH1 aux États-Unis et sur WOW Presents Plus à l'international.
Le 21 août 2017, l'émission est renouvelée pour sa quatrième saison. Le casting est composé de dix candidates et est dévoilé le 20 octobre 2017 lors d'un épisode spécial présenté par RuPaul et sur les réseaux sociaux.
La gagnante de la saison reçoit un an d'approvisionnement de maquillage chez Anastasia Beverly Hills et 100 000 dollars.
La gagnante de la saison est Trixie Mattel, avec Kennedy Davenport comme seconde.

## Candidates
| Candidate         | Âge | Résidence                  | Saison originale | Classement original | Classement final  |
| ----------------- | --- | -------------------------- | ---------------- | ------------------- | ----------------- |
| Trixie Mattel     | 28  | Milwaukee, Wisconsin       | Saison 7         | 6e place            | Gagnante          |
| Kennedy Davenport | 35  | Dallas, Texas              | Saison 7         | 4e place            | Seconde           |
| BeBe Zahara Benet | 36  | Minneapolis, Minnesota     | Saison 1         | Gagnante            | 3e place 4e place |
| Shangela          | 35  | Los Angeles, Californie    | Saison 2         | 12e place           | 3e place 4e place |
| Morgan McMichaels | 36  | Los Angeles, Californie    | Saison 2         | 8e place            | 5e place          |
| BenDeLaCreme      | 35  | Seattle, Washington        | Saison 6         | 5e place            | 6e place          |
| Aja               | 23  | New York, État de New York | Saison 9         | 9e place            | 7e place          |
| Chi Chi DeVayne   | 32  | Shreveport, Louisiane      | Saison 8         | 4e place            | 8e place          |
| Milk              | 29  | New York, État de New York | Saison 6         | 10e place           | 9e place          |
| Thorgy Thor       | 33  | New York, État de New York | Saison 8         | 6e place            | 10e place         |

## Progression des candidates
|                   | Épisode | Épisode | Épisode | Épisode | Épisode | Épisode | Épisode | Épisode  |
| 1                 | 2       | 3       | 4       | 5       | 6       | 7       | 8       |          |
| ----------------- | ------- | ------- | ------- | ------- | ------- | ------- | ------- | -------- |
| Trixie Mattel     | SAFE    | SAFE    | HIGH    | BTM3    | WIN     | BTM3    | WIN     | GAGNANTE |
| Kennedy Davenport | SAFE    | BTM2    | WIN     | BTM3    | SAFE    | BTM3    | BTM3    | SECONDE  |
| BeBe Zahara Benet | SAFE    | HIGH    | SAFE    | SAFE    | WIN     | WIN     | BTM3    | ÉLIMINÉE |
| Shangela          | HIGH    | WIN     | SAFE    | WIN     | BTM2    | BTM3    | WIN     | ÉLIMINÉE |
| Morgan McMichaels | ELIM    |         |         |         |         | IN      | ELIM    | INVITÉE  |
| BenDeLaCreme      | WIN     | WIN     | WIN     | WIN     | SAFE    | WIN     |         | INVITÉE  |
| Aja               | WIN     | SAFE    | BTM3    | HIGH    | ELIM    | OUT     |         | INVITÉE  |
| Chi Chi DeVayne   | BTM2    | LOW     | BTM3    | ELIM    |         | OUT     |         | INVITÉE  |
| Milk              | SAFE    | SAFE    | ELIM    |         |         | OUT     |         | INVITÉE  |
| Thorgy Thor       | HIGH    | ELIM    |         |         |         | OUT     |         | INVITÉE  |

 La candidate a gagné RuPaul's Drag Race All Stars.
 La candidate est arrivée seconde.
 La candidate a été éliminée lors de la finale.
 La candidate a gagné le maxi défi et le lip-sync.
 La candidate a gagné le maxi défi mais a perdu le lip-sync.
 La candidate a reçu des critiques positives des juges et a été déclarée sauve.
 La candidate a été déclarée sauve.
 La candidate a reçu des critiques négatives des juges et a été déclarée sauve.
 La candidate a été en danger d'élimination.
 La candidate a été éliminée.
 La candidate a gagné le maxi défi et le lip-sync mais a abandonné la compétition.
 La candidate a réintégré la compétition.
 La candidate n'a pas réintégré la compétition.

## Lip-syncs
| Épisode | Candidate (Choix d'élimination) | vs. | Candidate (Choix d'élimination)   | Chanson                      | Artiste                | Gagnante(s)           | Candidates en danger d'élimination                    | Candidate éliminée |
| ------- | ------------------------------- | --- | --------------------------------- | ---------------------------- | ---------------------- | --------------------- | ----------------------------------------------------- | ------------------ |
| 1       | Aja (Chi Chi DeVayne)           | vs. | BenDeLaCreme (Morgan McMichaels)  | Anaconda                     | Nicki Minaj            | BenDeLaCreme          | Chi Chi DeVayne Morgan McMichaels                     | Morgan McMichaels  |
| 2       | BenDeLaCreme (Thorgy Thor)      | vs. | Shangela (Thorgy Thor)            | Jump (For My Love)           | The Pointer Sisters    | Shangela              | Kennedy Davenport Thorgy Thor                         | Thorgy Thor        |
| 3       | BenDeLaCreme (Chi Chi DeVayne)  | vs. | Kennedy Davenport (Milk)          | Green Light                  | Lorde                  | Kennedy Davenport     | Aja Chi Chi DeVayne Milk                              | Milk               |
| 4       | BenDeLaCreme (Chi Chi DeVayne)  | vs. | Shangela (Chi Chi DeVayne)        | I Kissed a Girl              | Katy Perry             | BenDeLaCreme Shangela | Chi Chi DeVayne Kennedy Davenport Trixie Mattel       | Chi Chi DeVayne    |
| 5       | BeBe Zahara Benet (Aja)         | vs. | Trixie Mattel (Aja)               | The Boss                     | Diana Ross             | BeBe Zahara Benet     | Aja Shangela                                          | Aja                |
| 6       | BeBe Zahara Benet               | vs. | BenDeLaCreme (BenDeLaCreme)       | Nobody's Supposed to Be Here | Deborah Cox            | BenDeLaCreme          | Kennedy Davenport Shangela Trixie Mattel              | BenDeLaCreme       |
| 7       | Shangela (Morgan McMichaels)    | vs. | Trixie Mattel (Morgan McMichaels) | Freaky Money                 | RuPaul ft. Big Freedia | Shangela              | BeBe Zahara Benet Kennedy Davenport Morgan McMichaels | Morgan McMichaels  |
| Épisode | Candidate                       | vs. | Candidate                         | Chanson                      | Artiste                | Gagnante              |                                                       |                    |
| 8       | Kennedy Davenport               | vs. | Trixie Mattel                     | Wrecking Ball                | Miley Cyrus            | Trixie Mattel         |                                                       |                    |

 La candidate a été éliminée après sa première fois en danger d'élimination.
 La candidate a été éliminée après sa deuxième fois en danger d'élimination.
 La candidate a été éliminée après sa troisième fois en danger d'élimination.
 La candidate a abandonné la compétition.
 La candidate a remporté le lip-sync et la saison.

## Juges invités
Cités par ordre d'apparition :
- Vanessa Hudgens, actrice et chanteuse américaine ;
- Todrick Hall, chanteur américain ;
- Vanessa Williams, actrice et chanteuse américaine ;
- Constance Zimmer, chanteuse américaine ;
- Jeffrey Bowyer-Chapman, acteur canadien ;
- Nicole Byer, comédienne et actrice américaine ;
- Kristin Chenoweth, actrice et chanteuse américaine ;
- Tituss Burgess, acteur et chanteur américain ;
- Shay Mitchell, actrice et mannequin canadienne ;
- Adam Lambert, chanteur et acteur américain ;
- Emma Bunton, chanteuse britannique ;
- Chris Colfer, acteur et chanteur américain ;
- Garcelle Beauvais, actrice américaine.

### Invités spéciaux
Certains invités apparaissent dans les épisodes, mais ne font pas partie du panel de jurés.
Épisodes 1 à 6
- Chad Michaels, drag queen américaine ;
- Alaska, drag queen américaine.

Épisode 4
- Marc Jacobs, styliste américain.

Épisode 7
- Nancy Pelosi, politicienne américaine.

## Épisodes
| CANDIDATE | Aja              | BeBe Zahara Benet        | BenDeLaCreme | Chi Chi DeVayne | Kennedy Davenport | Milk     | Morgan McMichaels | Shangela | Thorgy Thor | Trixie Mattel   |
| TALENT    | Lip-sync Voguing | Lip-sync Danse africaine | Burlesque    | Twirling bâton  | Danse             | Lip-sync | Lip-sync          | Lip-sync | Violon      | Autoharpe Chant |

| CANDIDATE | Aja           | BeBe Zahara Benet | BenDeLaCreme  | Chi Chi DeVayne | Kennedy Davenport | Milk        | Shangela     | Trixie Mattel | Thorgy Thor  |
| TALENT    | Amy Winehouse | Diana Ross        | Julie Andrews | Patti LaBelle   | Janet Jackson     | Céline Dion | Mariah Carey | Dolly Parton  | Stevie Nicks |

| CANDIDATE | Aja             | BeBe Zahara Benet | BenDeLaCreme | Chi Chi DeVayne | Kennedy Davenport | Shangela      | Trixie Mattel |
| TALENT    | Crystal LaBeija | Grace Jones       | Paul Lynde   | Maya Angelou    | Phaedra Parks     | Jenifer Lewis | RuPaul        |

| Candidate finaliste     | BeBe Zahara Benet | Kennedy Davenport   | Morgan McMichaels | Shangela         | Trixie Mattel     |
| Rôle                    | The Queen         | La La               | Beige Swan        | Actavia          | Sharon Frockovich |
| Victoire(s)             | 2                 | 1                   | —                 | 3                | 2                 |
| Épisode(s)              | Épisodes 5, 6     | Épisode 3           | —                 | Épisodes 2, 4, 7 | Épisodes 5, 7     |
| Risque(s) d'élimination | 1                 | 4                   | —                 | 2                | 2                 |
| Épisode(s)              | Épisode 7         | Épisodes 2, 4, 6, 7 | —                 | Épisodes 5, 6    | Épisodes 4, 6     |

| FINALISTE         | BEBE ZAHARA BENET | KENNEDY DAVENPORT | SHANGELA | TRIXIE MATTEL |
| ----------------- | ----------------- | ----------------- | -------- | ------------- |
| NOMBRE DE VOTES   | 2                 | 8                 | 1        | 7             |
| JURÉE             | VOTE              | VOTE              | VOTE     | VOTE          |
| AJA               |                   | 2                 |          | 1             |
| BENDELACREME      |                   | 2                 |          | 1             |
| CHI CHI DEVAYNE   |                   | 2                 |          | 1             |
| MILK              |                   | 1                 |          | 2             |
| MORGAN MCMICHAELS | 2                 | 1                 |          |               |
| THORGY THOR       |                   |                   | 1        | 2             |